# Norma Phillips
Norma Phillips (Baltimore, 1893-Nueva York, 13 de noviembre de 1931) fue una actriz de cine y teatro estadounidense de las décadas de 1910 y 1920. Comenzó como artista de teatro, fue miembro de un coro de alto perfil y actuó en Inglaterra, además de en los Estados Unidos, entre 1911 y 1913. Después de ser descubierta por los estudios de cine, protagonizó varias películas con Reliance Company antes de convertirse en la estrella de la serie cinematográfica de 52 episodios Our Mutual Girl que estableció su carrera en el cine. Se tomó un descanso del cine en 1915 durante dos años y regresó para varias apariciones más antes de partir hacia una carrera en el teatro de Broadway y formar su propia compañía de teatro.

## Carrera
Nacida en una familia sureña y criada en Baltimore, asistió al Mount Saint Agnes College en sus primeros años. Comenzó su trayectoria actoral como artista de comedia musical en producciones teatrales. Para sus apariciones en el escenario de Nueva York, fue miembro de un coro que incluía a Jeanne Eagels, Helen Broderick e Ina Claire. En un viaje al extranjero, participó en la inauguración de la obra teatral Come Over Here del West End en 1912. Después, regresó a los Estados Unidos y apareció en una búsqueda de estrellas actrices realizada por Mutual Film, lo que la llevó a ser elegida por el presidente de la compañía como su nueva estrella. Luego le dijeron que se uniera a la Compañía Reliance y protagonizó el cortometraje policial Below the Deadline. También interpretó el papel principal en The Clown's Daughter, donde los actores pasaron varios días en el Circo Sig Sautelle practicando para sus papeles y Phillips probando la equitación de circo.
Al año siguiente, ganó popularidad por aparecer en series de películas semanales, volviéndose particularmente conocida como la Mutual Girl de la serie de 52 episodios Our Mutual Girl. Los episodios presentaban a Phillips tomando el té con una celebridad diferente cada semana, siguiendo la historia de una joven de una pequeña ciudad que se muda a una gran ciudad y se involucra en la alta moda y la vida social. Su episodio entretuvo al entonces comediante estrella de Broadway Douglas Fairbanks, lo que resultó en que su popularidad aumentara enormemente después. Esto llevaría a la creación de Triangle Pictures, que contrató a Fairbanks para su primer debut cinematográfico en The Lamb. Durante la producción de Our Mutual Girl, Phillips vivió con su madre en la ciudad de Nueva York, quien también la acompañó en sus viajes de teatro y cine.
Después de la producción de Runaway June en 1915, Phillips se tomó dos años de descanso del cine y regresó en 1917 con un nuevo contrato para cinco películas producidas por la World Film Company. Posteriormente abandonó la industria cinematográfica de forma permanente, pasando varios años en representaciones teatrales, incluyendo la creación de su propia compañía de repertorio Phillips que se convirtió en una de las más conocidas en los Estados Unidos, antes de obtener papeles en Broadway y producciones teatrales itinerantes. Su última aparición fue en Five Star Final en Boston.

## Vida personal
Se casó con el actor Robert Gleckler en 1920, pero se divorció en 1929. Murió en el Hospital Luterano de Brooklyn el 13 de noviembre de 1931 a la edad de 38 años. Había estado gravemente enferma durante varias semanas, tras un período mucho más largo de mala salud.

## Filmografía
- Ashes (1913)[9]
- The Higher Justice (1913)[10]
- The Girl Spy's Atonement (1913)[11]
- The Clown's Daughter (1913) como Madge[12]
- The Glow Worm (1913) como Electra[13]
- Below the Deadline (1913)
- Our Mutual Girl (1914)[14]
- Runaway June (1915) como June[15]
- Red Light Annie (1924) como Annie [16]

## Teatro
- Jumping Jupiter (1911)[17]
- John W. Blake (1916)[18]
- Parents (1928)[19]